# DA Youth
DA Youth (kurz: DAY) ist die Jugendorganisation der  südafrikanischen Democratic Alliance (DA). Sie wurde 2008 gegründet.

## Ziele und Organisation
Die Ziele der DA Youth sind nach eigenen Angaben die Mobilisierung von jungen Menschen zwischen 15 und 31 für die Ziele der Partei, die Ermöglichung von politischer Arbeit, die Identifizierung und Bearbeitung von Jugendangelegenheiten in Südafrika sowie die Unterstützung von jungen Führungspersönlichkeiten. Dafür wurde unter anderem ein Programm für young leaders (YLP) initiiert, an dem jährlich 15 bis 20 Menschen zwischen 18 und 35 teilnehmen können; die Teilnahme ist unabhängig von einer Parteimitgliedschaft.
Die DA Youth wird von einer Bundesjugendexekutivkomitee geführt, dem der Bundesjugendleiter vorsteht. Es wird gewählt vom Bundesjugendkongress. Auf Provinzebene wird das Exekutivkomitee vom Provinzjugendkongress gewählt; es gibt, analog der südafrikanischen Provinzeinteilung, neun politische Provinzen. Die unteren Gliederungseinheiten bilden die Regionalkomitees und Ortsverbände. Die Studentenvereinigung DASO bildet eigene Ortsgruppen.
Für die Mitgliedschaft in der DA Youth muss kein zusätzlicher Beitrag entrichtet werden, die Mitglieder zahlen an die Mutterpartei, bei der sie Mitglied sein müssen.

## Verhältnis zur ANCYL
Im September 2011 forderte Moeletsi Mbeki die DA und ihre Jugendorganisation bei einer Konferenz der Partei auf, die ANC Youth League (ANCYL) zum Wohle der ökonomischen Entwicklung des Landes zu unterstützen. Sowohl der ANCYL und als auch die DA sahen diese Aufforderung skeptisch.
Zum Parteiausschluss des Präsidenten der ANCYL, Julius Malema, veröffentlichte die DAY eine kurze Pressemeldung, in der sie dazu aufrief, nun wieder zu den vorhandenen Problemen des Landes und der Jugend überzugehen.
Mitte März 2012 griff die DAY die nationale Jugendentwicklungsagentur (NYDA) massiv an und bezeichnete sie als „Schmiergeldeinrichtung“ für die ANCYL. Vorausgegangen war die Verteilung von 540.000 Rand am Ostkap allein zu Gunsten der ANC-Jugendorganisation. Der Vorsitzende der Agentur nannte daraufhin die DA Youth „nutzlos“ und ohne programmatische Inhalte.

## Presse
Anfang 2012 erregte die DAY Aufmerksamkeit mit einer Plakatwerbung. Ein Poster zeigte ein gemischtrassiges Paar, das sich umarmt. Der Vorsitzende der United Christian Democratic Party nannte es „sexuell unmoralisch“ und eine Aufforderung zur Promiskuität. Der Vorsitzende der DAY widersprach dem: Das Poster sei Anstoß für eine neue Debatte über die Rassenfrage. Auf Facebook wurde die Kampagne intensiv diskutiert.